# Landschaftsschutzgebiet Siek östlich Langenberg
Das Landschaftsschutzgebiet Siek östlich Langenberg mit etwa 2,7 Hektar Flächengröße liegt im Stadtgebiet Bad Salzuflen. Es wurde 2004 mit dem Landschaftsplan „Bad Salzuflen“ durch den Kreistag des Kreises Lippe als Landschaftsschutzgebiet (LSG) ausgewiesen.

## Beschreibung
Das Landschaftsschutzgebiet liegt am südöstlichen Rand der Wüstener Siedlung Langenberg. Die Bebauung grenzt direkt an. Das LSG umfasst einen naturnahen Kerbtalbereich mit Grünland, Obstwiesen und Gehölzbereichen. Das LSG ist rund 600 Meter lang und etwa 30 Meter breit.
Der Landschaftsplan führt zum LSG aus: „Der Schutzbereich übernimmt wichtige Funktionen zur Einbindung der Siedlung in die Landschaft. Er stellt neben dem Talbereich des Wüstener Baches ein wesentliches landschaftsbezogenes Strukturelement zwischen dem Stadtforst Salzuflen und dem Wüstener Ortskern dar.“

## Schutzzwecke für das LSG
Laut Landschaftsplan erfolgte die Ausweisung des LSG:
- „zur Erhaltung und Wiederherstellung der Leistungsfähigkeit des Naturhaushaltes in ökologisch besonders wertvoll strukturierten Bereichen mit Wasser-, Klima- und Biotopschutzfunktionen,“
- „zur Erhaltung und Wiederherstellung von Quellbereichen und naturnahen Fließgewässern, Wald- und Grünlandbereichen unterschiedlicher Feuchtestufen, Feldgehölzen, Hecken und Obstwiesen,“
- „zur Erhaltung morphologisch ausgeprägter Bereiche zur Sicherung der landschaftlichen Eigenart und Vielfalt für die Erholung,“
- „zur Erhaltung wertvoller Biotopkomplexe aus Wald-Grünlandbereichen, Fließgewässern und Quellen sowie Biotopen nach § 62 LG mit wichtigen Refugial-, Puffer-, Trittstein- und Vernetzungsfunktionen,“
- „zur Erhaltung und Wiederherstellung wichtiger Rückzugsräume für die bedrohte Tier- und Pflanzenwelt,“
- „zur Sicherung der das Orts- und Landschaftsbild gliedernden und belebenden und die dörflichen Siedlungsstrukturen prägenden Freiraumelemente.“[1]

## Rechtliche Vorschriften
Im Landschaftsschutzgebiet ist unter anderem das Errichten bzw. Anlegen von Bauten und Fischteichen verboten. Grün- und Brachland darf nicht in eine andere Nutzungsart umgewandelt oder umgebrochen werden. Es ist ferner verboten Hunde frei laufen zu lassen. Vom Verbot ist Hundeeinsatz bei der ordnungsgemäßen Jagd, auf Hof- und Gartenbereichen und der Einsatz von Hütehunden ausgenommen.